# Kei Kumai
Kei Kumai (jap. 熊井啓 Kumai Kei; ur. 1 czerwca 1930 w Toyoshina (obecnie Azumino), w prefekturze Nagano – zm. 23 maja 2007) – japoński reżyser, scenarzysta i producent filmowy.

## Filmografia
Scenarzysta
- 2001 – Ciemność w świetle (Nippon no kuroi natsu – Enzai)
- 1997 – Dla miłości (Ai-suru)
- 1995 – Głęboka rzeka (Fukai kawa)
- 1992 – Hikari-goke
- 1990 – Shikibu monogatari
- 1986 – Sea and Poison, The (Umi to dokuyaku)
- 1976 – Płaszcz północy (Kita no misaki)
- 1974 – Sandokan nr 8 (Sandakan hachiban-shokan bōkyo)
- 1973 – Rise, Fair Sun (Asayake no uta)
- 1972 – Shinobu-gawa
- 1970 – Chi no mure
- 1968 – Chikadō no taiyō made
- 1965 – Japoński archipelag (Nihon Rettō)
- 1964 – Sprawa Teigin (Teigin-jiken: Shikei-shū)
- 1960 – Muteki ga ore wo yonde iru

Reżyser
- 2002 – Morze przygląda się (Umi wa mite ita)
- 2001 – Ciemność w świetle (Nippon no kuroi natsu – Enzai)
- 1997 – Dla miłości (Ai-suru)
- 1995 – Głęboka rzeka (Fukai kawa)
- 1992 – Hikari-goke
- 1990 – Shikibu monogatari
- 1989 – Śmierć mistrza herbaty (Sen no Rikyū, Death of a Tea Master)
- 1986 – Sea and Poison, The (Umi to dokuyaku)
- 1981 – Nihon no atsui hibi bōsatsu: Shimoyama-jiken
- 1980 – Ocean do przejścia (Tempyo no iraka)
- 1978 – Miłość i wiara (Ogin-sama)
- 1976 – Płaszcz północy (Kita no misaki)
- 1974 – Sandokan nr 8 (Sandakan hachiban-shokan bōkyo)
- 1973 – Rise, Fair Sun (Asayake no uta)
- 1972 – Shinobu-gawa
- 1970 – Chi no mure
- 1968 – Chikadō no taiyō made
- 1965 – Japoński archipelag (Nihon Rettō)
- 1964 – Sprawa Teigin (Teigin-jiken: Shikei-shū)

Producent
- 1986 – Sea and Poison, The (Umi to dokuyaku)